# David Saltzberg
David Saltzberg (Los Angeles, 1967) é um físico e professor de física e astronomia da Universidade da Califórnia em Los Angeles  que se tornou conhecido por revisar os roteiros da sitcom The Big Bang Theory.